# Marcin Rygiel
Marcin „Martin” Rygiel (ur. 30 kwietnia 1983 w Krośnie) – polski basista. Absolwent szkoły muzycznej I i II stopnia w klasie gitary klasycznej i fortepianu. Basista grup muzycznych Decapitated i od 1998 roku Lux Occulta. W czerwcu 2008 roku wraz z grupą Vader Rygiel odbył trasę koncertową w USA. 
Po odejściu z Decapitated wyemigrował do Kalifornii w Stanach Zjednoczonych, gdzie mieszka wraz z żoną i dzieckiem. Studiował muzykę we Fullerton College oraz Cypress College w Kalifornii.
W 2011 roku powrócił do działalności artystycznej. Tego samego roku dołączył do deathmetalowego zespołu Annihilated. W 2014 roku zastąpił Marcina „Novy’ego” Nowaka w grupie Nader Sadek. Z zespołu odszedł niespełna rok później.

## Instrumentarium
- 2 x MusicMan Stingray 150 5 String Bass Guitars
- Ibanez Soundgear 6 String Custom Bass Guitar
- Ernie Ball Stainless Steel & Regular Slinky Bass Strings
- Ampeg SVT-4 Pro Head
- Ampeg SVT-810E Cabinet
- Digitech BP-80 Processor
- Mipro ACT707 S + ACT707 T Wireless System

## Dyskografia
Decapitated
- Cemeteral Gardens (1997, Demo)
- The Eye of Horus (1998, Demo)
- Winds of Creation (2000, Wicked World, Earache Records)
- The First Damned (2000, Metal Mind Productions)
- Nihility (2002, Earache Records)
- The Negation (2004, Earache Records)
- Organic Hallucinosis (2006, Earache Records)
- Human’s Dust (2008, DVD, Metal Mind Records)

Lux Occulta
- My Guardian Anger (1999, Pagan Records, Metal Mind Productions)
- The Mother and the Enemy (2001, Metal Mind Productions, Maquiavel Music Ent.)